# Olivier Py

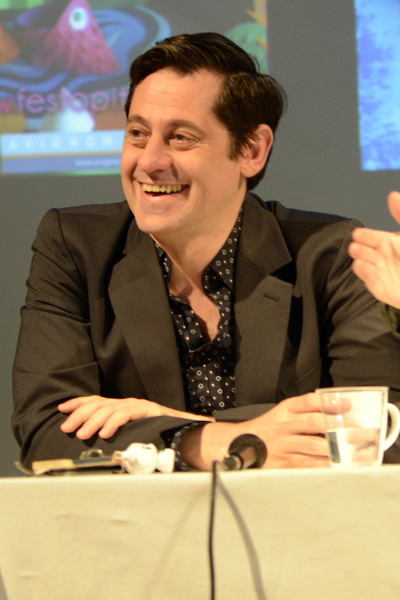
Olivier Py (2014)

Olivier Py (geboren 24. Juli 1965 in Grasse) ist ein französischer Schauspieler, Regisseur, Theaterintendant und Autor von Bühnenwerken.

## Leben
Py besuchte in Cannes die Schule und studierte in Paris am Conservatoire national supérieur d’art dramatique. Er arbeitet als Regisseur, als Schauspieler und Autor. Im Jahr 1997 wurde er in Orléans Leiter des Centre national de création d’Orléans und 2007 in Paris Intendant des Théâtre National de l’Odéon, bis er 2011 dort aus politischen Gründen abgelöst und durch Luc Bondy ersetzt wurde. Seit 2001 hatte er mehrere Aufträge für Operninszenierungen am Grand Théâtre de Genève und im Jahr 2008 mit The Rake’s Progress von Igor Stravinsky seine erste Inszenierung an der Opéra National de Paris (Palais Garnier). Im April 2012 realisierte er am Theater an der Wien die Oper Hamlet von Ambroise Thomas. 2015 inszenierte er dort ebenso die Erstfassung des Fliegenden Holländer.
Py hat eine Vielzahl von Theaterproduktionen entworfen, geschrieben und auch selbst herausgebracht. Sein die Theatersituation reflektierendes  Stück Die Sonne wurde 2011 von ihm an der Berliner Volksbühne uraufgeführt. 2012 inszenierte Py erstmals als Opernregisseur in Deutschland an der Oper der Stadt Köln (Die Macht des Schicksals von Giuseppe Verdi).
Py leitet seit 2013 das Festival von Avignon, bei dem er zum ersten Mal 1995 arbeitete.

## Filmografie (Auswahl)
- 1990: Kommissar Navarro (Navarro, Fernsehserie, 1 Folge)
- 1994: Die Auferstehung des Colonel Chabert (Le colonel Chabert)
- 1994: 75 cl Schicksal (	75 centilitres de prière)
- 1995: Funny Bones – Tödliche Scherze (Funny Bones)
- 1995: Hippolytes Fest (Au petit Marguery)
- 1996: … und jeder sucht sein Kätzchen (Chacun cherche son chat)
- 1997: Die Jagd nach dem tanzenden Gott (La divine poursuite)
- 1998: Ende August, Anfang September (Fin août, début septembre)
- 1999: Nos vies heureuses
- 1999: Peut-être
- 2008: Le bruit des gens autour
- 2013: Violette
- 2024: Le Molière imaginaire

## Operninszenierungen
- 1999 Carl Maria von Weber: Der Freischütz – Opéra de Nancy
- 2001 Jacques Offenbach: Les contes d’Hoffmann – Grand Théâtre de Genève
- 2003 Hector Berlioz: La damnation de Faust – Grand Théâtre de Genève
- 2005: Richard Wagner: Tristan und Isolde – Grand Théâtre de Genève
- 2005: Richard Wagner: Tannhäuser – Grand Théâtre de Genève
- 2005 Benjamin Britten: Curlew River – Edinburgh International Festival, danach Théâtre de Nîmes und Opéra de Lyon
- 2007 Claude Debussy: Pelléas et Mélisande – Moskau
- 2008 Igor Strawinsky: The Rake’s Progress – Opéra National de Paris (Palais Garnier)
- 2009 Wolfgang Amadeus Mozart: Idomeneo – Festival d’Aix-en-Provence
- 2010 Alban Berg: Lulu – Grand Théâtre de Genève und danach am Gran Teatre del Liceu, Barcelona
- 2010 Paul Hindemith: Mathis der Maler – Opéra National de Paris (Opéra Bastille)
- 2010 Charles Gounod: Roméo et Juliette – De Nationale Opera, Amsterdam, danach an der Königlichen Oper in Kopenhagen
- 2011 Giacomo Meyerbeer: Les Huguenots – Théâtre Royal de la Monnaie, Brüssel und danach an der Opéra national du Rhin, Strasbourg
- 2012 Ambroise Thomas: Hamlet – Theater an der Wien und Théâtre Royal de la Monnaie, Brüssel
- 2012 Georges Bizet: Carmen – Opéra de Lyon
- 2012 Giuseppe Verdi: La forza del destino – Oper Köln
- 2013 Thierry Escaich: Claude – Opéra de Lyon
- 2013 Giuseppe Verdi: Il trovatore – Bayerische Staatsoper, München
- 2013 Christoph Willibald Gluck: Alceste – Opéra National de Paris (Palais Garnier)
- 2013 Giuseppe Verdi: Aida – Opéra National de Paris (Opéra Bastille)
- 2013 Francis Poulenc: Dialogues des Carmélites – Théâtre des Champs-Élysées, Paris
- 2015 Paul Dukas: Ariane et Barbe-Bleue – Opéra national du Rhin, Strasbourg
- 2015 Gabriel Fauré: Pénélope – Opéra national du Rhin, Strasbourg
- 2015 Richard Wagner: Der fliegende Holländer (Erstfassung) – Theater an der Wien
- 2016 Fromental Halévy: La Juive – Opéra de Lyon
- 2016 Giuseppe Verdi: Macbeth – Theater Basel
- 2016 Jules Massenet: Manon – Grand Théâtre de Genève
- 2019 Claude Debussy: Pelléas et Mélisande – Holland Festival, Nationale Opera en Ballet, Amsterdam
- 2021 Thierry Escaich: Point d’orgue – Théâtre des Champs-Élysées, Paris (ohne Publikum, als Online-Videostream)
- 2022 Giuseppe Verdi: Les vêpres siciliennes – Deutsche Oper Berlin[4]

## Werke (Auswahl)
Schriften in deutscher Ausgabe:
- Die Sonne.  Übersetzung Leopold von Verschuer. Gifkendorf : Merlin, 2011
- Paradies der Traurigkeit. Gifkendorf : Merlin, 2005
- Die Feier des Labyrinths. Gifkendorf : Merlin, 2003